# Freccia Vallone 1967
La Freccia Vallone 1967, trentunesima edizione della corsa, si svolse il 28 aprile 1967 per un percorso di 223 km. La vittoria fu appannaggio del belga Eddy Merckx, che completò il percorso in 5h58'00" precedendo l'olandese Peter Post e il connazionale Willy Bocklant.
Al traguardo di Marcinelle furono 54 i ciclisti, dei 139 partiti da Liegi, che portarono a termine la competizione.

## Ordine d'arrivo (Top 10)
| Pos. | Corridore            | Squadra                  | Tempo    |
| ---- | -------------------- | ------------------------ | -------- |
| 1    | Eddy Merckx          | Peugeot-Michelin-BP      | 5h58'00" |
| 2    | Peter Post           | Willem II-Gazelle        | a 44"    |
| 3    | Willy Bocklant       | Flandria-De Clerck       | a 1'10"  |
| 4    | Willy In't Ven       | Dr. Mann-Grundig         | s.t.     |
| 5    | Walter Godefroot     | Flandria-De Clerck       | a 2'05"  |
| 6    | Willy Monty          | Pelforth-Sauvage-Lejeune | s.t.     |
| 7    | Noël De Pauw         | Dr. Mann-Grundig         | s.t.     |
| 8    | Joseph Huysmans      | Dr. Mann-Grundig         | s.t.     |
| 9    | Ferdinand Bracke     | Peugeot-Michelin-BP      | a 2'10"  |
| 10   | Georges Vandenberghe | Romeo-Smiths             | a 2'35"  |